# Инфрачервена астрономия
Инфрачервената астрономия е дял от астрономията и астрофизиката, който изследва светенето на телата в инфрачервената част от спектъра.

## Откриване
Спектърът на бялата светлина е познат още от XVII век, когато Исак Нютон е открил спектъра на бялата светлина. През 1800 Уилям Хершел е открил, че ивицата с най-висока температура от спектъра лежи след червеното и е невидима за човешкото око.

## Модерна инфрачервена астрономия
Близката инфрачервена област (ивици с дължина на вълната близка до видимата област) често се счита за част от видимия спектър от страна на учените, понеже за наблюдението ѝ са необходими на практика същите уреди като в оптичната астрономия.
Също като всички други лъчи от спектъра, инфрачервените лъчи ни дават допълнителна информация за изучавания обект. Понеже това е предимно топлинно лъчение, необходимо е уредите, даващи изображения в инфрачервената област да бъдат охлаждани с течен азот (главна разлика с оптичната астрономия). Главна пречка за инфрачервената астрономия са водните пари в атмосферата, които поглъщат значителна част от инфрачервеното лъчение. Затова и учените изпращат телескопи в космоса (като Спицър).